# 20 de Enero
20 de Enero är en ort i Mexiko.   Den ligger i kommunen Corregidora och delstaten Querétaro Arteaga, i den centrala delen av landet, 180 km nordväst om huvudstaden Mexico City. 20 de Enero ligger 1 930 meter över havet och antalet invånare är 396.
Terrängen runt 20 de Enero är platt åt nordväst, men åt sydost är den kuperad. Runt 20 de Enero är det tätbefolkat, med 511 invånare per kvadratkilometer. Närmaste större samhälle är Santiago de Querétaro, 10,6 km nordost om 20 de Enero. Trakten runt 20 de Enero består till största delen av jordbruksmark.